# Скрынченко, Дмитрий Васильевич
Дмитрий Васильевич Скры́нченко (4 октября 1874, с. Песковатка, Воронежская губерния — 30 марта 1947, Нови-Сад, Югославия) — русский богослов, публицист, историк, педагог. Коллежский советник.

## Биография
Родился в многодетной семье сельского псаломщика.
В 1887 году поступил в Задонское духовное училище, в 1888 году переведён в Воронежское духовное училище. С 1891 года учился в Воронежской духовной семинарии, затем как лучший ученик был направлен в Казанскую духовную академию, которую закончил в 1901 году. В академии работал под руководство выдающегося русского богослова В. И. Несмелова. Сделал первый русский перевод труда раннехристианского философа Немезия «О природе человека». За сочинение «Ценность жизни по современно-философскому и христианскому учению» был удостоен степени кандидата богословия с правом преподавания в семинарии.
В 1901—1903 гг. преподавал латинский язык в Пермской духовной семинарии, затем с августа по ноябрь 1903 года арифметику и географию в духовном училище в Старой Руссе. Уже в Перми Д. В. Скрынченко проявил глубокий интерес к истории, плодотворно работал в Пермской губернской ученой архивной комиссии, участвовал в работе XII археологического съезда в Харькове и II областного археологического съезда в Твери. С ноября 1903 года по 1912 год работал педагогом истории и латинского языка в Минской духовной семинарии. С 1905 по 1912 год был редактором «Минских епархиальных ведомостей». Занимая позицию просвещенного консерватизма, в епархиальном органе Скрынченко поднимал проблемы церковной реформы, настаивал на необходимости созыва Всероссийского церковного Собора, затрагивал вопросы реформы духовных семинарий, а также назревшие вопросы общественной жизни: выборы в Государственную Думу, отмену цензуры, публиковал исторические исследования и документы. С 1906 года сотрудничал, в 1908—1910 гг. с перерывами занимал должность редактора, а в 1910—1912 гг. редактировал газету «Минское слово». Здесь он опубликовал около 100 статей, в которых выступал за консолидацию националистически настроенной общественности, стремился пробудить русское национальное самосознание и активно противодействовал процессу полонизации Северо-Западного края. Содействовал укреплению позиций православия в Северо-Западном крае, прежде всего через усиление деятельности православных братств, был участником Первого (Минск, 1908) съезда представителей православных братств Западной Руси (состоял секретарем съезда), Второго (Вильна, 1909) Братского съезда (был секретарём оргкомиссии съезда), выступал с докладом на III съезде Братства во имя Животворящего Креста Господня (Минск, 1911). Духовная и идейная поддержка со стороны Владыки Михаила (Темнорусова) позволила Скрынченко развить активную деятельность по укреплению православия и российской государственности в Белоруссии. В 1906 году он вступил в партию «Союз 17 октября», но в 1910 году вышел из неё в связи с разногласиями с руководством партии по национальному вопросу в Северо-Западном крае. Придерживаясь националистических взглядов, Скрынченко стоял на позиции западнорусизма, был одним из организаторов Минского отдела Всероссийского национального союза (ВНС). Как глава минского отдела ВНС участвовал в 1912 году в Первом съезде представителей ВНС в Петербурге. Критика светских властей в лице минского губернатора Я. Е. Эрдели привела к закрытию в 1912 года «Минского слова». После кончины в мае 1912 года архиепископа Михаила (Темнорусова) Скрынченко ушёл с поста редактора «Минских епархиальных ведомостей». Новый Владыка Иоанн (Поммер), разделяя позиции светских властей, не поддержал его в его начинаниях, что предрешило отъезд Скрынченко из Минска.
Внёс заметный вклад в развитие православного богословия. Ещё в «Пермских епархиальных ведомостях» напечатал ряд статей, посвящённых анализу церковной музыки, а также вопросам канонизации святых в Православии. В 1908 году в Петербурге он опубликовал диссертацию «Ценность жизни по современно-философскому и христианскому учению». Анализируя проблему ценности жизни, он подверг критике оптимизм, пессимизм и мелиоризм и показал, что они имеют свои истоки, с одной стороны, в пантеизме, а с другой — в развитии естествознания и эволюционизме. Вследствие того, что смысл жизни в рамках этих учений видят в посюстороннем мире, проблему ценности жизни они адекватно решить не могут. Скрынченко убедительно показал, что ценность жизни определяется в христианстве как стремление человека к Богу, в нравственном самосовершенствовании, и утверждал, что только христианство «даёт истинный смысл, цену и счастье жизни».
В 1912—1913 гг. Д. В. Скрынченко преподавал в Мариинской гимназии Житомира, сотрудничал в газете «Жизнь Волыни». В 1913—1919 гг. он проживал в Киеве, преподавал во II Киевской классической гимназии. Здесь он занимался проблемами педагогики как церковной, так и светской школы, результатом чего стала книга «Русская национальная школа». Был действительным членом Киевского клуба русских националистов, принимал деятельное участие в полемике по «украинскому вопросу». В годы Первой мировой войны занимал патриотическую позицию, в книге «Украинцы» рассматривал украинство как антирусскую «пятую колонну» центральных держав. Сотрудничал в газетах «Киев» и «Киевлянин». В 1914—1916 гг. выступил с критикой «Афонской смуты» и имяславия. Власть большевиков не принял. В 1918 году Д. В. Скрынченко участвовал во Всеукраинском церковном Соборе и Киевском епархиальном Соборе. Резко выступал против «украинизации» богослужения и против автокефалии православной церкви в Юго-западном крае. С 1920 года находился в эмиграции, проживал в городе Нови-Сад (Сербия). В качестве секретаря в 1921 года принимал участие в работе Русского Всезаграничного церковного Собора, во многом разделял позицию митрополита Антония (Храповицкого), которого лично знал ещё со времени учёбы в Казанской духовной академии. В 1921—1937 гг. преподавал в сербской женской гимназии историю и русский язык, в 1937—1941 в мужской гимназии Священное Писание, историю, латинский. Д. В. Скрынченко способствовал сохранению русской культуры в эмиграции, был председателем Новисадского отделения Русской Матицы — общества, созданного русскими эмигрантами с целью сохранения национальной культуры. Печатался в русских и сербских изданиях. Д. В. Скрынченко состоял членом Приходского совета храма Св. Николая в Нови-Саде. В 1943-44 гг. был директором русской гимназии. С 1945 по 1947 гг. работал библиотекарем в «Обществе по культурному сотрудничеству Воеводины и СССР». Похоронен на Успенском кладбище в Нови-Саде, могила сохранилась. Творческое наследие Д. В. Скрынченко составляет более 500 работ.

## Награды
- Орден Святого Станислава 3-й степени
- Орден Святой Анны 3-й степени

## Сочинения
- Церковная музыка последнего времени. Пермские ЕВ. 1902. № 41.
- О канонизации святых в русской церкви. Пермские ЕВ. 1903. № 23.
- Ценность жизни по современно-философскому и христианскому учению. СПб, 1908; Изд. 2, доп. М., УРСС. 2010. Предисловие и комментарии В. Б. Колмакова.
- Трагедия белорусского народа. Минск, 1908.
- Белорусы, их разговорный и книжный язык при свете истории. Минск, 1909.
- Немезий. О природе человека. Пер. Д. В. Скрынченко. Минские ЕВ. 1909. № 3-7, 10.
- Догмат о воскресении человеческой плоти. Минские ЕВ. 1910. № 19, 20.
- Национальная русская школа. Киев, 1914.
- Слуцкий синодик 1648 г. Вильна, 1914.
- «Украинцы», Киев, 1916.
- Всеукраинский церковный собор (Записки участника). Малая Русь (Киев). 1918. № 3.
- Мои воспоминания. Воронежский епархиальный вестник. 2003. № 2(69).
- Мои воспоминания. Публ. и предисл. В. Б. Колмакова и А. Н. Акиньшина. Из истории Воронежского края. Сб. статей. Вып. 13. Воронеж, 2004.
- Минувшее и настоящее. Избранная публицистика. Предисловие, составление, подготовка текста и примечания В. Б. Колмакова. Воронеж, 2009. Ч.1-2.
- Обрывки из моего дневника / Предисловие и подготовка текста В. Б. Колмакова; Примечания А. Б. Арсеньева, В. Б. Колмакова, В. А. Скрынченко. М.: Индрик, 2012. — 400 с.
- Долг каждого. С. 37-38; Вот так культура!..  С.42-43. Комментарии С. 570: О немцах в России С. 45-47. Комментарии С. 570-571:. Что дает уже война? С. 47-48. Комментарии С. 571: Война и «украинцы» С. 49-50 // Первая мировая война в оценке современников: власть и российское общество. 1914-1918: в 4 т. – Т. 2: Консерваторы: великие разочарования и великие уроки. М., 2014.
- Ценность жизни по современно-философскому и христианскому учению. Ч. 2 // Метапарадигма. Альманах: богословие, философия, естествознание. Т.5. СПб., 2014. С. 101-110.
- Догмат о воскресении человеческой плоти // Метапарадигма. Альманах: богословие, философия, естествознание. Т. 5. СПб., 2014. С. 110-127.
- Война и «украинцы» С. 286-288; Заметание следов. С. 288-293; К характеристике украинства. С. 293-297; Украинская расправа. С. 297-302; Украинские подлоги. С. 302-332 // Украинский вопрос в русской патриотической мысли. М., 2016.